# Krister Hummerhielm
Krister Knutsson Hummerhielm, född 9 mars 1890 i Hemmesjö med Tegnaby församling, Kronobergs län, död 18 april 1981 i Kärda församling, Jönköpings län, var en svensk 
friherre, banktjänsteman och målare.

## Biografi
Efter studentexamen 1909 anställdes Hummerhielm vid ett bankkontor. Vid sidan av sitt borgerliga yrke studerade han konst för Axel Lindqvist och Fredrik Krebs i Lund samt Axel Kleimer i Malmö och under studieresor till Paris, Italien och Österrike. Han ställde ut separat i bland annat Värnamo, Växjö, Tranås och Ljungby. Hans konst består huvudsakligen av småländska landskap i en naturalistisk stil. 
Krister Hummerhielm var son till kaptenen Knut Hummerhielm och Hedvig Maria Lundh samt från 1931 gift med Dagmar Anna Elisabeth Edensvärd. Han var bror till Torsten Hummerhielm.